# Nová Ves u Leštiny

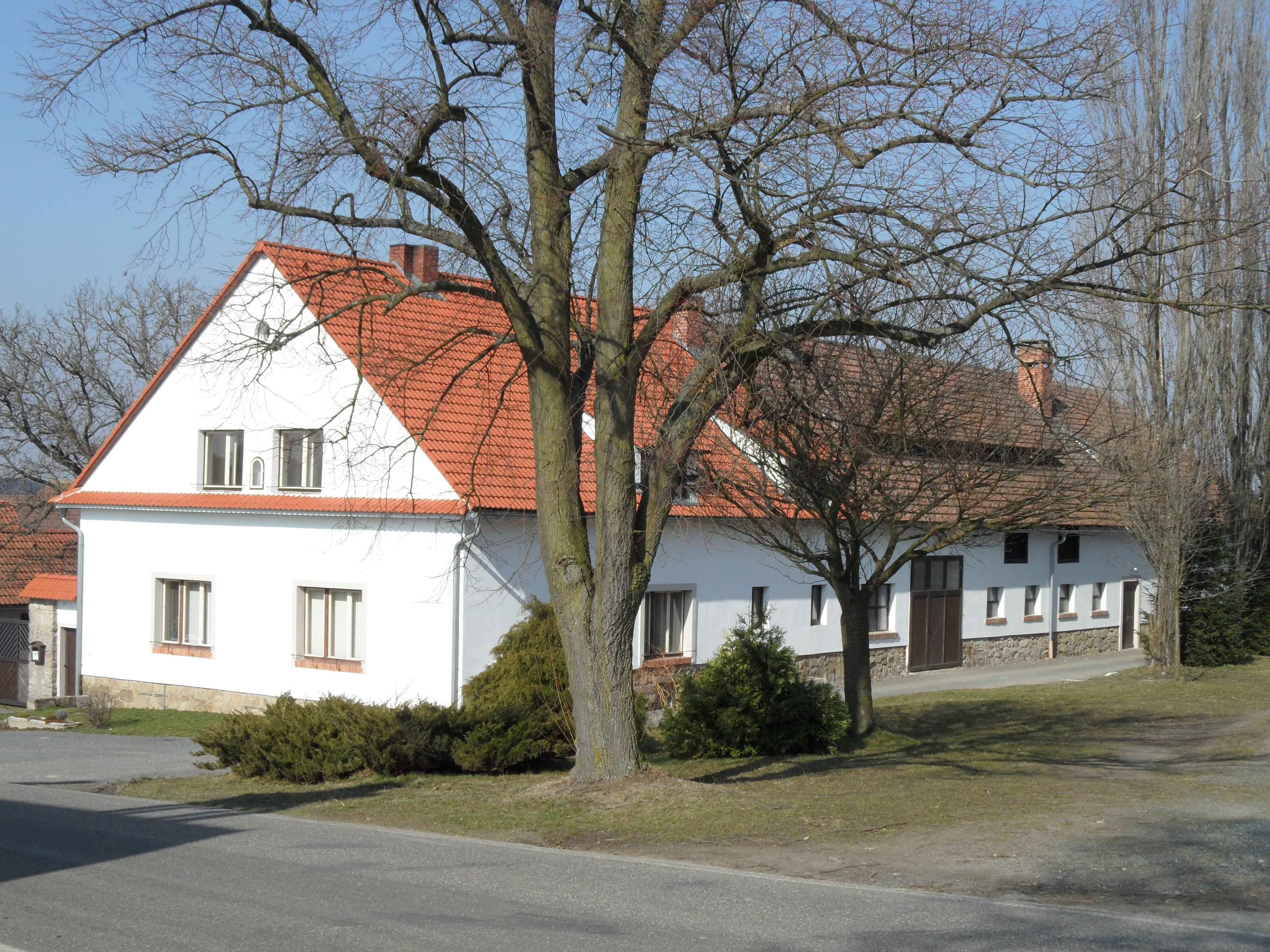
Dorfplatz

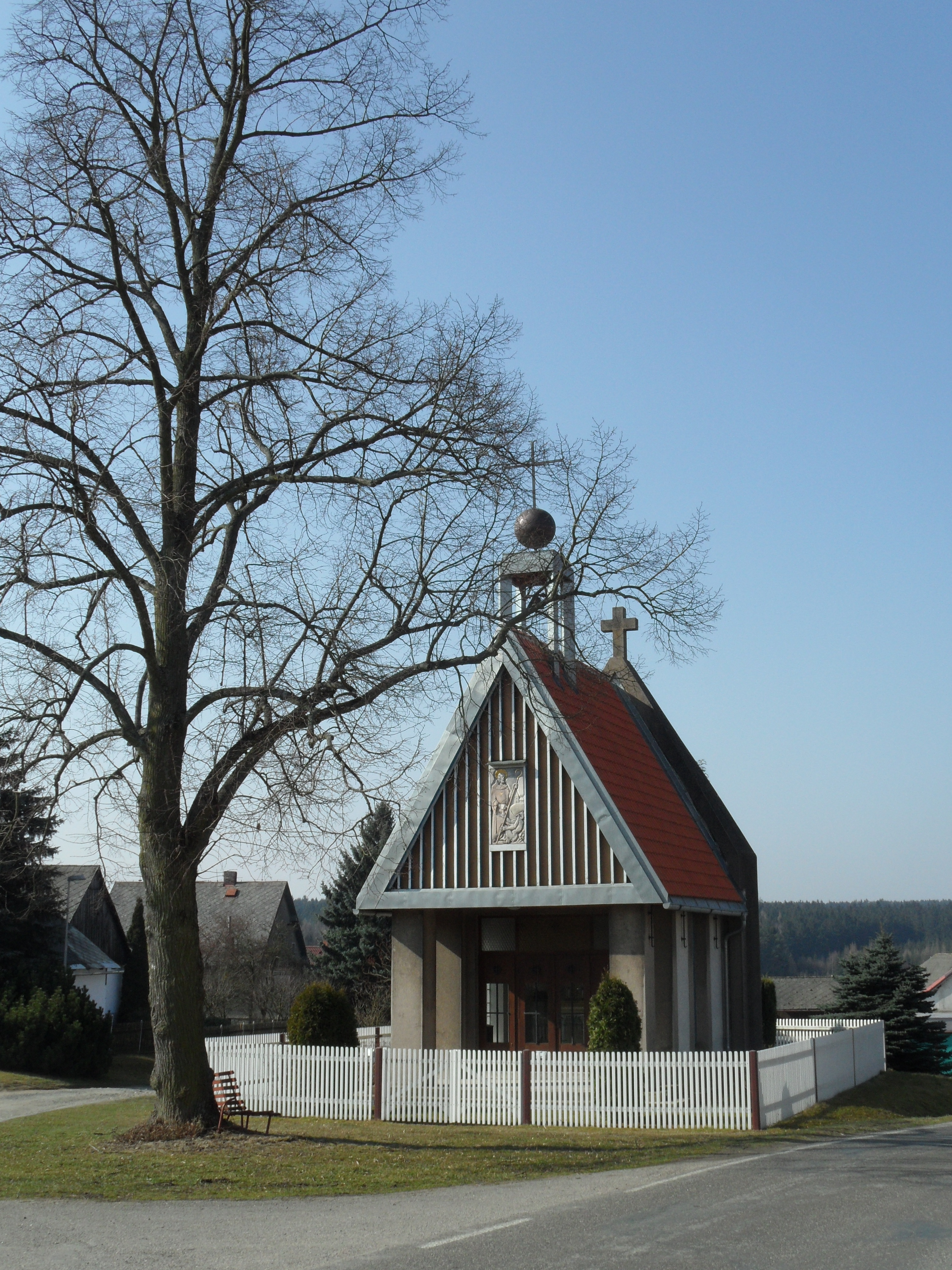
Kapelle

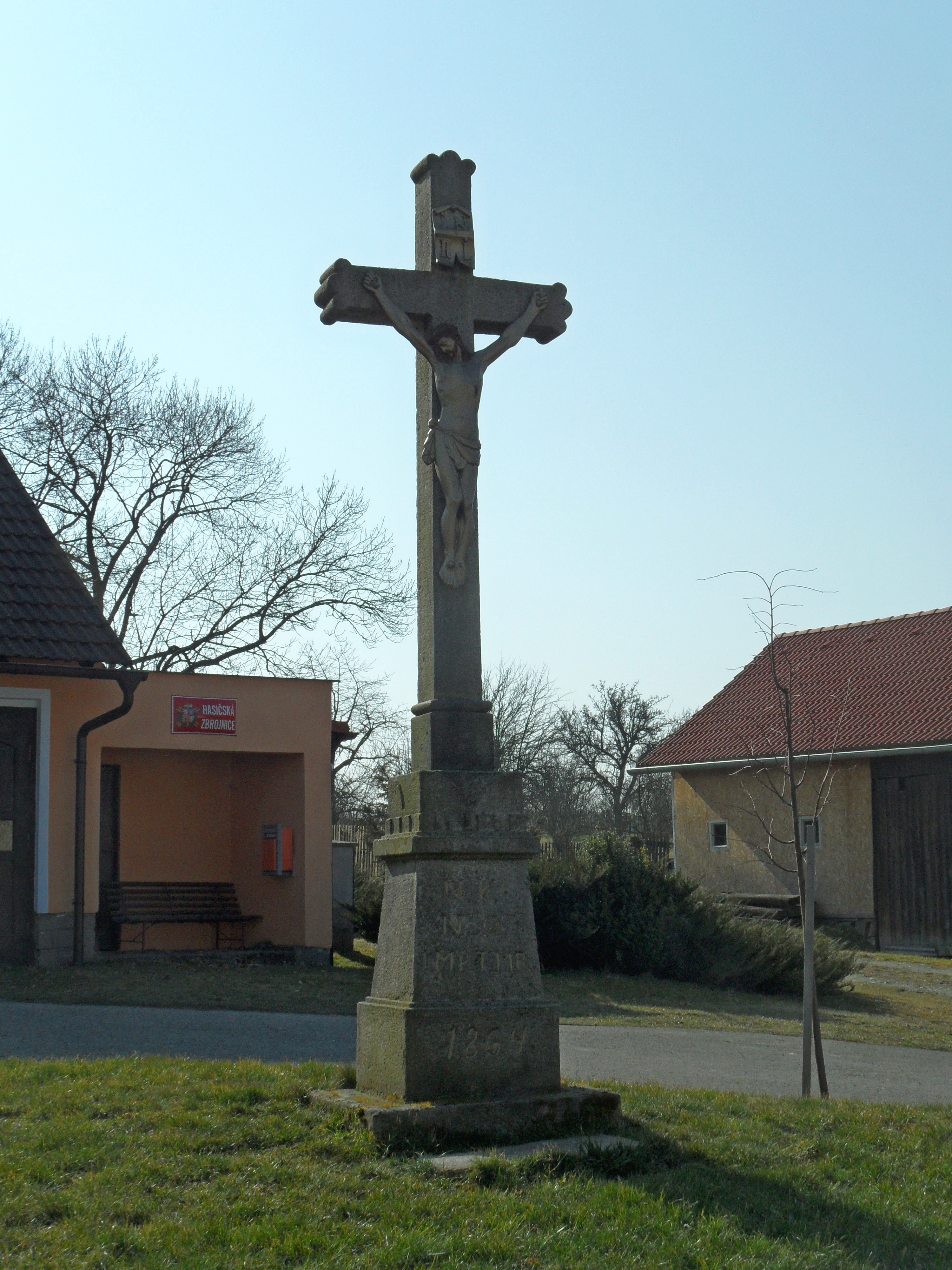
Kreuz

Nová Ves u Leštiny, bis 1960 Nová Ves (deutsch Neudorf) ist eine Gemeinde in Tschechien. Sie liegt sechs Kilometer südwestlich von Golčův Jeníkov und gehört zum Okres Havlíčkův Brod.

## Geographie
Nová Ves u Leštiny befindet sich am Bach Vranidolský potok in der Hornosázavská pahorkatina (Hügelland an der oberen Sázava). Durch das Dorf führen die Staatsstraße II/130 zwischen Golčův Jeníkov und Ledeč nad Sázavou sowie die Bahnstrecke Znojmo–Nymburk.
Nachbarorte sind Vlkaneč, Kozohlody und Podmoky im Norden, Kamenná Lhota, Statek, Chlumek, Dolík und Římovice im Nordosten, Kobylí Hlava und Fabiánka im Osten, Hrbolka, Okrouhlík, Chrtníč, Radinov und Lubno im Südosten, Štěpánov, Leština u Světlé und Číhošť im Süden, Dobrnice, Stará Chraňbože und Tunochody im Südwesten, Nová Chraňbože, Chlum und Čejkovice im Westen sowie Dvorek, Damírov, Krchlebská Lhota, Zbýšov und Klucké Chvalovice im Nordwesten.

## Geschichte
Die erste schriftliche Erwähnung von Nová Ves erfolgte 1391 unter den Gütern der Burg Chlum. Nach dem Ende der Hussitenkriege wurde die Herrschaft Chlum aufgeteilt. Nová Ves wurde zunächst dem Gut Vrbice zugeschlagen und mit diesem an die Herrschaft Světlá angeschlossen. Nach der Ermordung von Adam Erdmann Trčka von Lípa konfiszierte Kaiser Ferdinand II. am 29. März 1634 dessen Güter und die seines Vaters Jan Rudolf Trčka von Lípa, deren Schätzwert zusammen bei 4.000.000 Gulden lag; das Konfiskationspatent wurde im Mai 1636 durch den Reichshofrat in Wien bestätigt. Ferdinand II. ließ die Herrschaft Světlá in landtäflige Güter zerstückeln und verkaufte sie Günstlingen. Nová Ves wurde dadurch Teil der Herrschaft Ledeč nad Sázavou. 1740 wurde Nová Ves als Städtchen bezeichnet, in den 17 Häusern lebten ca. 135 Menschen. Im Jahre 1775 kaufte Maximilian Krakovský von Kolowrat das landtäflige Gut Neudorf mit Hüttenhöfel auf und schlug es seiner Herrschaft Goltsch-Jenikau zu.
Im Jahre 1840 bestand das im Caslauer Kreis gelegene Dorf Neudorf bzw. Nowá wes aus 27 Häusern, in denen 221 Personen, darunter eine jüdische Familie lebten. Im Ort gab es ein Wirtshaus. Abseits lag der herrschaftliche Meierhof Hüttenhöfel bzw. Dworek mit der Wohnung des Wirtschaftskontrolleurs und einem Jägerhaus. Pfarrort war Wlkaneč. Bis zur Mitte des 19. Jahrhunderts blieb Neudorf der Herrschaft Goltsch-Jenikau untertänig.
Nach der Aufhebung der Patrimonialherrschaften bildete Nová Ves ab 1849 eine Gemeinde im Gerichtsbezirk Habern. Ab 1868 gehörte der Ort zum Bezirk Časlau. 1869 hatte Nová Ves 326 Einwohner und bestand aus 42 Häusern. Der Verkehr auf der Bahnstrecke Deutschbrod–Goltsch-Jenikau wurde Ende 1870 aufgenommen. Im Jahre 1900 lebten in Nová Ves 237 Menschen, 1910 waren es 224. In den 1920er Jahren wurde der Ortsteil Kamenná Lhota 2. díl von Vlkaneč nach Nová Ves umgemeindet. 1930 hatte Nová Ves 208 Einwohner und bestand aus 39 Häusern. Kamenná Lhota 2. díl verlor 1948 den Status eines Ortsteils. Seit der Gebietsreform von 1960 gehört die Gemeinde zum Okres Havlíčkův Brod; da es sich dadurch auch ergab, dass nun drei Gemeinden mit dem Namen Nová Ves zum gleichen Bezirk gehörten, wurden deren Namen nun nach dem Kataster unterschieden. Seit dieser Zeit führt das Dorf den Namen Nová Ves u Leštiny. Beim Zensus von 2001 lebten in den 42 Häusern der Gemeinde 105 Personen.

## Gemeindegliederung
Für die Gemeinde Nová Ves u Leštiny sind keine Ortsteile ausgewiesen. Zu Bačkov gehören die Rotte Kamenná Lhota (Lhota Kamenna, 1939–45 Steinlhota) und die Einschicht Dvorek (Hüttenhöfel).

## Sehenswürdigkeiten
- Kapelle
- Hohes steinernes Kreuz, errichtet 1804
- Steinernes Kreuz in Kamenná Lhota